# 道北街道 (天水市)
道北街道，是中华人民共和国甘肃省天水市麦积区下辖的一个乡镇级行政单位。

## 行政区划
道北街道下辖以下地区：
前进路社区、北山路社区、滨河路社区、铁西社区、育才社区、寨子社区、红旗路社区、道北社区、张家村、吕家村、何家村和寨子村。